# Telementor
Telementor ist der Typenname eines preisgünstigen astronomischen Schulfernrohrs, das seit etwa 1980 von Zeiss Jena bzw. Jenoptik produziert wurde. Seine Merkmale sind die einfache, robuste Ausführung bei hoher optischer Qualität.
Das Fernrohr hat ein achromatisches Zeiss-C-Objektiv von 63 mm Apertur (Brennweite 84 cm), bzw. in einer größeren Version etwa 80 mm. Die Basismontierung ist azimutal auf einem Dreibeinstativ, kann aber auf äquatoriale ergänzt werden. Statt eines Sucherfernrohrs ist das Teleskop aus didaktischen und Preisgründen mit einem Visier ausgestattet.
Das Standardokular (f=16 mm) liefert eine 55fache Vergrößerung, Tests an Doppelsternen mit 150-fach kamen an die theoretische Auflösung von 1,8" heran. Die Luftunruhe in städtischer Umgebung beträgt meist ebenso viel, sodass hier die relativ kleine Fernrohröffnung hinsichtlich der Auflösung kaum nachteilig ist. Allerdings ist der Telementor aufgrund der geringen absoluten Apertur recht lichtschwach und daher für die Beobachtung vieler Deep-Sky-Objekte nur bedingt tauglich.
Das Fernrohr hat weite Verbreitung im früheren Ostblock gefunden. Nach der Wende fand es auch Interessenten im Westen (Preis nur etwa 500–700 DM) und wurde z. B. vom österreichischen Astroverein als günstige Erstausstattung für Amateurastronomen empfohlen.
Eine Weiterentwicklung mit automatischer Nachführung erhielt den Namen Telemator.